# الرويد (الملاح)

تعديل مصدري - تعديل

الرويد هي إحدى قرى عزلة الملاح بمديرية الملاح التابعة لمحافظة لحج، بلغ تعداد سكانها 429 نسمة حسب تعداد اليمن لعام 2004.